# Sinfonia in fa maggiore (Mascagni)
La Sinfonia in fa maggiore è una composizione musicale giovanile di Pietro Mascagni.

## Storia della composizione
Composta a Livorno nel 1880, durante il periodo in cui Mascagni, diciassettenne, studiava all'Istituto Musicale Livornese "Cherubini" diretto da Arturo Soffredini , originariamente scritta per pianoforte a quattro mani, è dedicata a Giulio Pellegrini, musicista collaboratore del Mascagni giovanile (v. Pellegrini-Vianesi). "Di carattere haydniano, contiene spunti che in seguito Mascagni utilizzerà ne Le maschere" (Gragnani, cit. pag. 54). 
I tempi sono: 
- Adagio - Allegro (completato il 12 nov. 1880)
- Larghetto (23? 29? nov. 1880)
- Minuetto (13 nov. 1880)
- Allegro molto (29 nov. 1880).

## Struttura della composizione
Il primo movimento, Adagio in fa maggiore e in 4/4, è espressivo e semplice; al primo breve tema segue un brevissimo sviluppo fino a una corona sulla dominante. Il successivo Allegro, ancora nel primo movimento, haydniano, contrappone a un tema principale (ancora in fa) un secondo tema, alla dominante, di diverso carattere, di una "vaghezza melodica" somigliante, secondo il Gragnani, a "taluni atteggiamenti corali di Parisina e Lodoletta". I due temi vengono poi sviluppati e un breve episodio di sapore rossiniano porta alla ripresa del primo tema, ma in fa minore, e del secondo tema, in si bemolle. Il secondo movimento, Larghetto in 3/8 di 236 battute, è un'aria cantabile. Il terzo tempo (Minuetto) è esattamente il Minuetto in do per quintetto a corda composto il 22 luglio 1880 da Mascagni e dedicato "al mio carissimo maestro Alfredo Soffredini". Il quarto e ultimo movimento, Allegro Molto, nasce da un tema brillante, espone poi un secondo tema a cui segue improvvisamente, in contrasto, un nuovo motivo pp con grazia con un gran finale di sapore verdiano. Ovunque, dietro lo spartito originale pianistico, si intravede l'intenzione orchestrale sinfonica: pizzicati, ripieni di archi, interventi solistici dei legni appaiono in controluce in questo lavoro certo semplice ma segno di grande maestria e tecnica compositiva.

## Curiosità
Arnaldo Bonaventura afferma nella rivista Liburni Civitas (Livorno, fasc. II, 1928 citata in AA.VV. cit. pag.572): "Dopo avere composto e fatto eseguire all'Istituto Cherubini una seconda sinfonia (in fa maggiore)...". L'equivoco ("una seconda sinfonia in fa maggiore") nasce dal fatto che Mascagni aveva già composto una sinfonia, in do minore, nel dicembre 1879, per piccola orchestra e pianoforte, eseguita presso l'Istituto Cherubini il 6 dicembre 1879 come "primo saggio dei suoi studi" (cfr. AA.VV., cit., e Magroni, cit.), chiamata poi spesso erroneamente "Prima Sinfonia in do minore". Sul manoscritto autografo della sinfonia in fa maggiore, oggi in possesso degli eredi Pellegrini, le informazioni su titolo, date ecc. risultano evidenti. 

## Esecuzioni
Mascagni ne eseguì, al pianoforte a quattro mani con Giulio Pellegrini, l'Adagio e il Minuetto in anteprima presso l'Istituto Cherubini il 3 gennaio 1881 in un concerto - saggio in cui eseguì anche Sulle Rive di Chiaia, barcarola per pianoforte. Fu poi eseguita integralmente in versione orchestrale con lo stesso Mascagni al contrabbasso, ancora all'Istituto Cherubini, il 19 giugno 1881, ricevendo poi gli elogi di Amilcare Ponchielli, e mai più eseguita per tutto il XX secolo. Nell'aprile 2000 è stata eseguita, per la prima volta in tempi moderni, dall'Orchestra da camera Milano Classica, diretta da Massimiliano Caldi, a Milano, insieme alla sinfonia in do minore. Inoltre, nella versione originale per pianoforte a quattro mani, dal duo pianistico Gabriele Baldocci - Roberto Prosseda al Teatro Goldoni a Livorno il 28 dicembre 2005 in un concerto di beneficenza (ass. Cure Palliative Onlus Livorno), sulla base di una pubblicazione editoriale non autorizzata dai proprietari del manoscritto, gli eredi Pellegrini. 
Non risulta essere depositata presso la Siae in versione orchestrale.